# Eidselva (Ringerike)
 For alternative betydninger, se Eidselva. (Se også artikler, som begynder med Eidselva)
Eidselva er en elv som ligger i Ringerike kommune i Viken fylke i Norge. Elven dannes i nordenden af Bliksrud-Langevannet og løber mod  nordøst langs riksvei 7 ned til sydenden af Torevannet,  vest for Sokna i Soknedalen.  Herfra fortsætter den i Verkenselva